# Bindax chalcocephalus
Bindax chalcocephalus là một loài nhện trong họ Salticidae.
Loài này thuộc chi Bindax. Bindax chalcocephalus được Tord Tamerlan Teodor Thorell miêu tả năm 1877.